# Quadriga (groupe d'artistes)
Pour l’article homonyme, voir  Prix Quadriga.
Quadriga est un groupe d'artistes qui est le groupe central de la peinture informelle en Allemagne.

## Histoire
Quadriga est fondé en 1952 par les artistes Karl Otto Götz, Otto Greis, Heinz Kreutz et Bernard Schultze. Sa première exposition à la « Zimmer Galerie Franck » de Francfort fait grand bruit au début des années 1950. Les artistes du groupe Quadriga ont joué un rôle important en permettant à l'art allemand de rattraper son retard sur l'évolution artistique internationale après 1945. Le groupe d'artistes se décrit comme des « nouveaux expressionnistes ». Du point de vue de nombreux historiens de l'art, il s'agit du premier groupe d'artistes d'avant-garde en Allemagne après la Seconde Guerre mondiale.